# Shaw Field
Le Shaw Field est un stade de soccer américain situé à Washington, la capitale du pays.
Le stade, doté de 1 625 places et inauguré en 1996, sert d'enceinte à domicile pour les équipes masculines et féminines de soccer des Hoyas de Georgetown.

## Histoire
Le stade est ouvert au public en 1996, mais aucune équipe n'y évolue jusqu'en 2001.
Au cours de l'été 2012, le Shaw Field subit d'importantes rénovations, incluant un nouveau tableau d'affichage, ou encore une nouvelle tribune entre autres.

### Hélicoptère
En raison du fait que l'héliport du Georgetown MedStar Hospital soit situé directement derrière un des buts du stade, les matchs doivent être suspendus temporairement lorsqu'un hélicoptère décole ou atterrit, et ce pour des raisons de sécurité.